# Alto Pardal
Alto Pardal (no original: High Sparrow) é uma personagem fictícia  da série de livros de fantasia A Song of Ice and Fire, do escritor norte-americano George R. R. Martin, e de sua adaptação televisiva Game of Thrones. Um alto sacerdote religioso de Westeros, ele aparece em dois livros da série,  A Feast for Crows (2005) e A Dance with Dragons (2011). Na série de televisão ele é interpretado pelo ator galês Jonathan Pryce.

## Perfil
O Alto Pardal é um homem velho e pequeno, magro, de olhar penetrantes, cabelos grisalhos e traços faciais bem alinhados. Ele não usa robes caros nem ouro, preferindo se vestir com uma túnica de lã branca simples. Ele é um membro proeminente dos "pardais", um movimento religioso formado durante a Guerra dos Cinco Reis, e também um membro da Fé dos Sete. Um personagem secundário, suas ações nos livros são acompanhadas e narradas por outros personagens, como Cersei Lannister. Seu nome real é desconhecido.

## Biografia

### Série literária

#### A Feast for Crows
Após a Guerra dos Cinco Reis, religiosos à procura da proteção do rei Tommen Baratheon, depois de uma série de atrocidades cometidas contra membros da Fé dos Sete, convergem para Porto Real. Quando os Mais Devotos são convocados para eleger o novo  Alto Septão, os "pardais" sequestram o processo de eleição e forçam a escolha de seu líder, apelidado de Alto Pardal pelo bobo da corte real. Cersei Lannister permite que o Alto Pardal restabeleça a Fé Militante, o braço armado da Fé dos Sete, em troca da Fé perdoar o débito da coroa com ela e abençoar Tommen, seu filho, como novo rei. Subsequentemente, a Fé prende Margaery Tyrell e várias de suas primas, depois que o confidente de Cersei, Osney Kettleblack, alega que dormiu com as mulheres. O Alto Pardal suspeita do testemunho de Osney (não sem motivos, pois ele foi persuadido por Cersei a cometer perjúrio contra Margaery para fortalecer seu próprio poder) e o tortura, até ele confessar não apenas que Cersei arranjou seu falso testemunho mas que ela também tinha mandado matar o Alto Septão anterior. Quando Cersei visita o Grande Septo de Baelor, o Alto Pardal a aprisiona.

#### A Dance With Dragons
O Alto Pardal liberta Margaery e suas primas e as coloca sob a custódia de  Randyll Tarly devido à falta de evidências contra elas, mas continua a manter Cersei como sua prisioneira. Para poder receber visitas, Cersei confessa ter dormido com os irmãos Kettleblack e com o primo  Lancel Lannister. O Alto Pardal então concorda em libertá-la com a condição que ela faça uma caminhada de penitência, desfilando nua pelas ruas de Porto Real.

### Série de televisão

#### 5ª temporada (2015)
O Alto Pardal chega a Porto Real após a morte de Tywin Lannister para servir aos pobres, aos oprimidos e aos enfermos. Ele rapidamente consegue um grande número de seguidores, incluindo o primo e ex-amante de Cersei Lannister, Lancel, que são apelidados de "pardais". Ele chama a atenção de Cersei depois que Lancel e outros pardais fazem o Alto Septão desfilar nu pelas ruas por usar prostitutas. O Alto Septão exige a execução do Alto Pardal, mas ao invés disso Cersei o aprisiona e nomeia o Alto Pardal como  seu sucessor. Além disso, para ganhar mais seu apoio, ela também reinstala a Fé Militante. Esperando desestabilizar a Casa Tyrell, seus adversários políticos, Cersei consegue que a Fé prenda Loras Tyrell por homossexualidade, e também prende sua irmã Margaery por mentir numa tentativa de inocentá-lo. Entretanto, catequizado pela Fé, Lancel confessa seu caso de adultério com Cersei além do papel deles na morte do rei Robert Baratheon. Com isso, Cersei é presa quando visita o Grande Septo de Baelor. Tempos depois ela confessa seu caso com Lancel para ganhar a liberdade mas é obrigada a fazer a Caminhada da Vergonha, desfilando nua pelas ruas de Porto Real como punição.

#### 6ª temporada (2016)
O Alto Pardal é enfrentado por Jaime Lannister, irmão e amante de Cersei, pelo tratamento dado a ela nas mãos dele, mas é obrigado a recuar quando os homens da Fé Militante o cercam. Quado o adolescente rei Tommen visita o Alto Pardal para negociar a liberdade de Margaery, sua esposa, ele começa a cair sob a influência do fanático religioso. Jaime marcha com os soldados da Casa Tyrell sobre o Grande Septo para libertar Margaery e Loras, mas é frustrado quando Tommen revela que ele formou uma aliança entre a Coroa e a Fé. A influência do Alto Pardal sobre Tommen o faz abolir a opção de julgamento por combate, frustando a esperança de Cersei de ser absolvida por este meio. Tommen anuncia que os julgamentos de Cersei e Loras serão feitos no mesmo dia, mas no dia marcado Cersei e o próprio Tommen não aparecem. Margaery compreende que Cersei montou uma armadilha e tenta fazer com que o Alto Pardal evacue o Septo, mas ele recusa e ordena que a Fé Militante impeça a multidão de sair. Momentos depois, fogo vivo criado pelo subordinado de Cersei,  Qyburn, detona sob o Septo e causa uma grande explosão, vaporizando o Alto Pardal, os irmãos Tyrell e  todos no local.